# Legge 22 luglio 1975, n. 382
La legge 22 luglio 1975, n. 382  è una legge ordinaria della Repubblica italiana importante nel processo di decentramento amministrativo italiano previsto dall'articolo 5 e dall'articolo 118 della Costituzione italiana.

## Storia
La previsione legislativa trovò attuazione con il D.P.R. 24 luglio 1977, n. 616, che operò un ulteriore passo nel senso del decentramento amministrativo nei settori:
- assetto ed utilizzazione del territorio,
- ordinamento ed organizzazione amministrativa;
- polizia locale
- servizi sociali;
- sviluppo economico;

Il sistema sanitario pubblico venne poi riformato nel 1978 con l'istituzione del Servizio Sanitario Nazionale.
L'attuazione dell'autonomia regionale chiude la fase di gestione nazionale dell'organizzazione degli istituti per le case popolari.

## Contenuto
La legge si compone di 11 articoli, con cui si delega al Governo a decretare per completare il decentramento amministrativo dello Stato alle Regioni a Statuto ordinario, avviato con la Legge n. 281 del 1970.
Uno di questi decreti legislativi avrebbe dovuto riguardare il decentramento amministrativo a favore delle province, dei comuni e delle comunità montane. Inoltre la legge delegava il governo a decretare anche in materia di soppressione degli uffici statali, divenuti inutili a seguito del decentramento amministrativo.